# South Acre
South Acre is een civil parish en tevens een dorp dat 115 inwoners had bij de volkstelling van 2011, hoewel het vroeger groter was. South Acre ligt in het bestuurlijke gebied Breckland, in het Engelse graafschap Norfolk.
De lepidopterist en wereldreizigster Margaret Fountaine, wier vader hier predikant was, is in het dorp geboren en opgegroeid.
1. ↑  Fiebig, Michael, Fountaine, Margaret Elizabeth. Biographies of the Entomologists of the World (3 augustus 2020). Geraadpleegd op 21 oktober 2022.
2. ↑  (en) Margaret Fountaine. Norfolk Women in History (5 maart 2013). Geraadpleegd op 21 oktober 2022.